# Phaonia ampycocerca
Phaonia ampycocerca är en tvåvingeart som beskrevs av Xue och Yang 1998. Phaonia ampycocerca ingår i släktet Phaonia och familjen husflugor. Inga underarter finns listade i Catalogue of Life.